# Nicotiana sect. Paniculatae
Nicotiana sect. Paniculatae ist eine Sektion der Gattung Tabak (Nicotiana). Zu ihr werden sieben Arten gezählt.

## Beschreibung
Die Arten der Sektion Paniculatae sind kräftige krautige Pflanzen oder kleine Bäume. Die Laubblätter sind gestielt und meist mit kurzen, flaumigen Trichomen behaart.
Die Blüten öffnen sich am Tag. Die Krone ist radiärsymmetrisch, röhrenförmig und grünlich oder gelb gefärbt. Die Kronröhre ist gerade, die Kronlappen klein und gerundet.
Die Chromosomenzahl beträgt n=12.

## Verbreitung
Die Arten sind im Westen Südamerikas verbreitet.

## Systematik
Zur Sektion Paniculatae werden folgende Arten gezählt: 
- Nicotiana benavidesii Goodsp.
- Nicotiana cordifolia Phil.
- Nicotiana cutleri D’Arcy
- Nicotiana knightiana Goodsp.
- Nicotiana paniculata L.
- Nicotiana raimondii J.F. Macbr.
- Nicotiana solanifolia Walp.

## Nachweise
- Sandra Knapp, Mark W. Chase und James J. Clarkson: Nomenclatural changes and a new sectional classification in Nicotiana (Solanaceae). In: Taxon, Band 53, Nummer 1, Februar 2004. S. 73–82.